# 在サン・ペドロ・スーラ中華民国総領事館
在サン・ペドロ・スーラ中華民国総領事館（ざいサン・ペドロ・スーラちゅうかみんこくそうりょうじかん、繁体字中国語: 中華民國駐汕埠總領事館、スペイン語: Consulado General de la República de China en San Pedro Sula、英語: Consulate-General of the Republic of China in San Pedro Sula）は、ホンジュラス第二の都市サン・ペドロ・スーラに設置されていた中華民国（台湾）の総領事館。

## 歴史
1941年4月9日に両国間の外交関係が樹立された後、1997年12月に総領事館が開設された。2023年3月25日、ホンジュラスが中華民国（台湾）と断交して中華人民共和国と国交を樹立したため総領事館は閉鎖された。

## 住所
Casa Nº 16, 25 Calle, 21 y 23 Avenida, Col. El Pedregal, San Pedro Sula

## 総領事
2023年1月より、郭炳宏（英語: Binghong Guo ビンホン・グオ）が総領事を務めていたが、同年3月にホンジュラスが中華民国（台湾）と断交したため彼が最後の総領事となった。